# Jarosław Rębiewski
Jarosław Rębiewski (ur. 27 lutego 1974 w Łodzi) – polski kolarz szosowy. W sezonie 2013 zawodnik grupy Las Vegas Power Energy Drink.